# 太陽こども病院
医療法人社団大日会 太陽こども病院（いりょうほうじんしゃだんだいにちかい たいようこどもびょういん）は、東京都昭島市にある医療機関。医療法人社団大日会が運営する私立の病院である。
日本の私立病院では珍しい、小児科病床のみで運営される小児専門病院であり、北多摩西部保健医療圏（立川市、昭島市、国分寺市、国立市、東大和市、武蔵村山市）で初の小児二次救急医療機関である（現在は、共済立川病院、武蔵村山病院も指定されている）。

## 沿革
- 1979年 - 開院。
- 1987年 - 24時間診療を開始[2]。

## 診療科
- 小児科

## 専門外来
- 食物アレルギー外来
- 低身長外来
- 夜尿症外来
- 心臓外来
- 心臓エコー（超音波検査）
- 心理相談カウンセリング

## 医療機関の指定等
- 保険医療機関
- 救急告示医療機関
- 休日・全夜間診療事業実施医療機関（小児科）
- 指定自立支援医療機関（精神通院医療）
- 精神保健指定医の配置されている医療機関
- 公害医療機関

## 交通アクセス
- JR東日本青梅線昭島駅下車、南口から徒歩3分。